# Licenciado José Antonio González Curi
Licenciado José Antonio González Curi är en ort i Mexiko.   Den ligger i kommunen Candelaria och delstaten Campeche, i den sydöstra delen av landet, 900 km öster om huvudstaden Mexico City. Licenciado José Antonio González Curi ligger 67 meter över havet och antalet invånare är 127.
Terrängen runt Licenciado José Antonio González Curi är platt. Runt Licenciado José Antonio González Curi är det glesbefolkat, med 11 invånare per kvadratkilometer. Närmaste större samhälle är Nuevo Comalcalco, 10,7 km söder om Licenciado José Antonio González Curi. I omgivningarna runt Licenciado José Antonio González Curi växer i huvudsak städsegrön lövskog.